# Saint-Cyr-du-Gault
Saint-Cyr-du-Gault é uma comuna francesa na região administrativa do Centro, no departamento Loir-et-Cher. Estende-se por uma área de 26 km². Em 2010 a comuna tinha 176 habitantes (densidade: 6,8 hab./km²).